# Stylogyne indecora
Stylogyne indecora är en viveväxtart som beskrevs av Carl Christian Mez. Stylogyne indecora ingår i släktet Stylogyne och familjen viveväxter. Inga underarter finns listade i Catalogue of Life.